# 12415 Вакататакайо
12415 Вакататакайо (12415 Wakatatakayo) — астероїд головного поясу, відкритий 22 вересня 1995 року.
Тіссеранів параметр щодо Юпітера — 3,582.
Названо на честь Такайо Ваката (яп. わかた・タカヨ(若田タカヨ) ваката такайо), матері японського астронавта Коїті Вакати.